# Гоенфурх
Гоенфурх (нім. Hohenfurch) — громада в Німеччині, розташована в землі Баварія. Підпорядковується адміністративному округу Верхня Баварія. Входить до складу району Вайльгайм-Шонгау. Складова частина об'єднання громад Альтенштадт.
Площа — 12,41 км2. Населення становить 1677 ос. (станом на 31 грудня 2020).

## Галерея

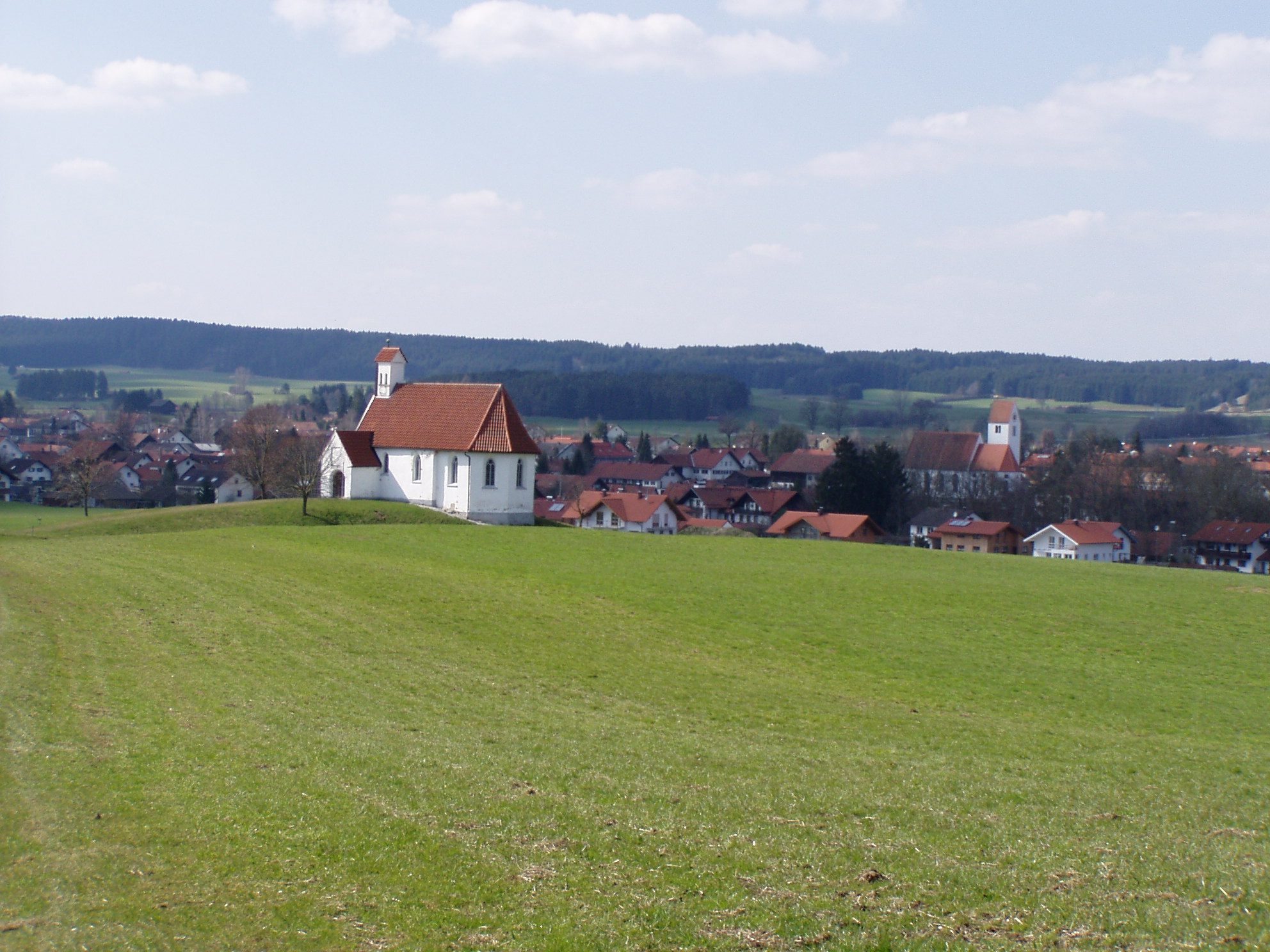
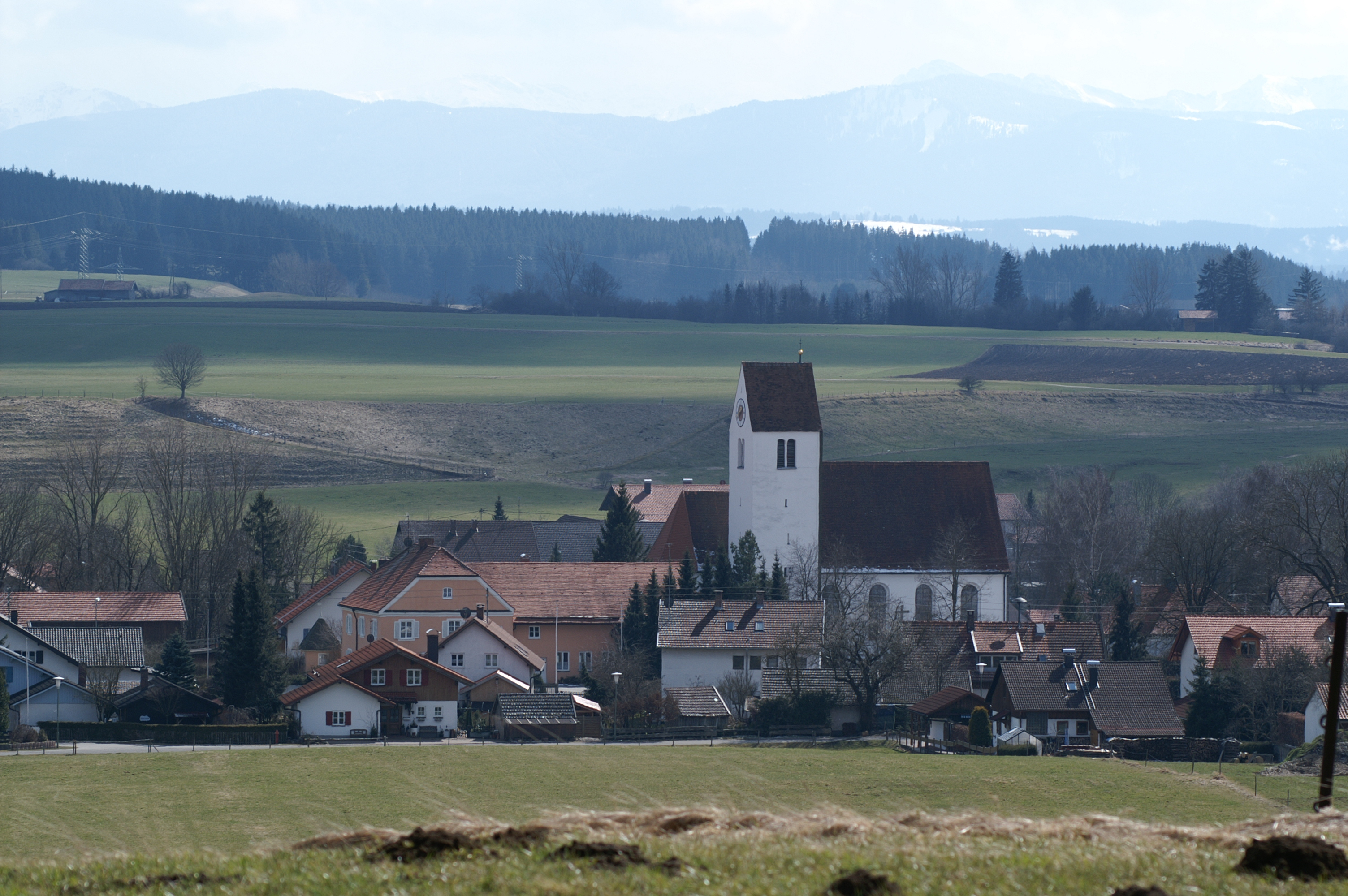
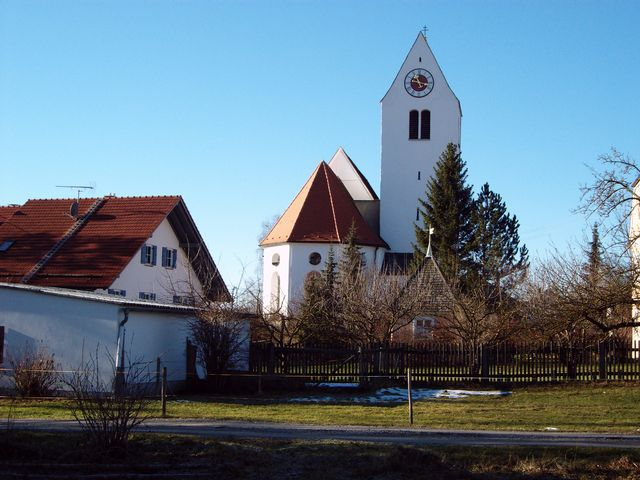
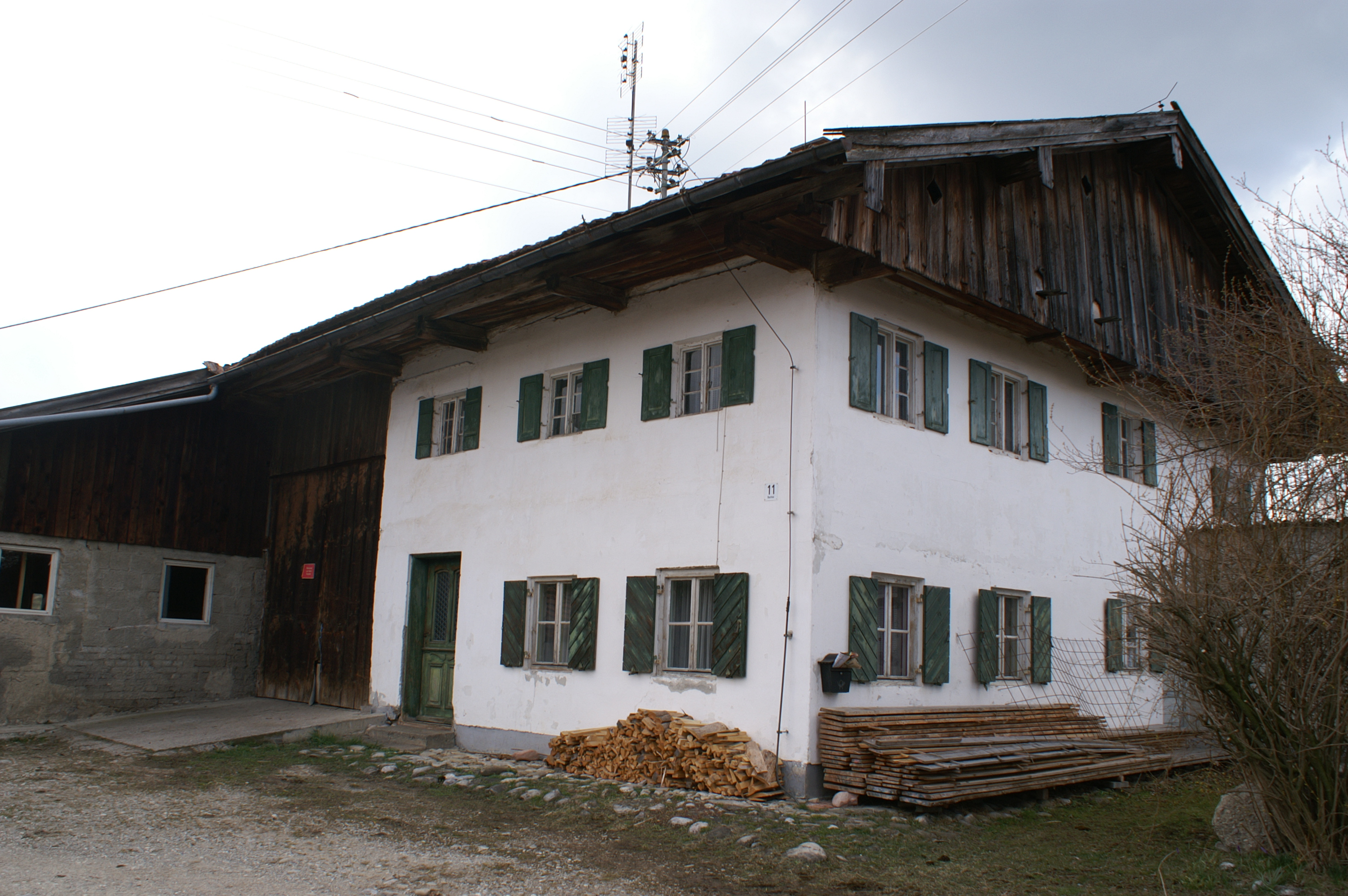